# 앤드루 존슨 탄핵을 위한 노력

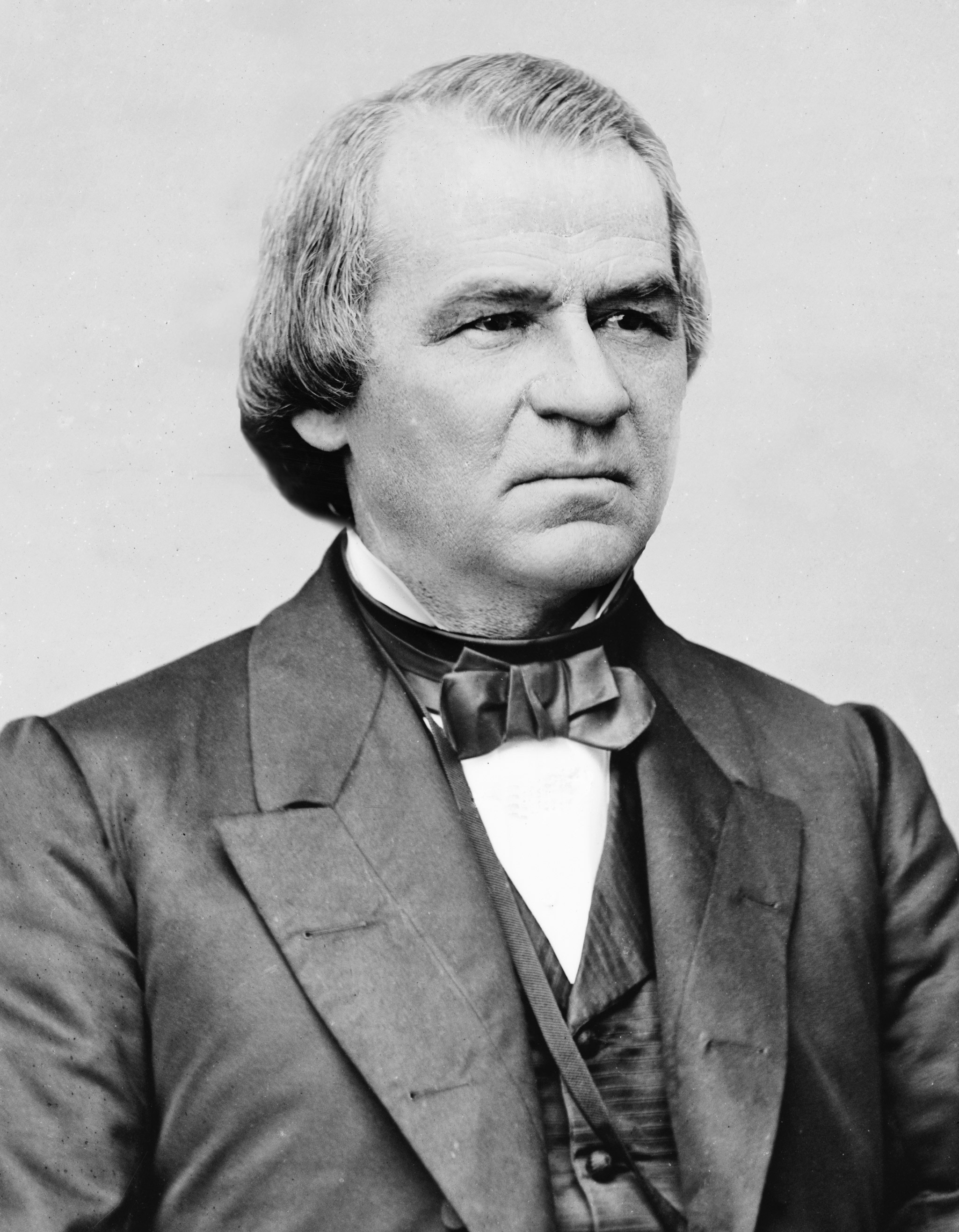
앤드루 존슨

제17대 미국 대통령이었던 앤드루 존슨은 재임 기간 동안 여러 차례 탄핵 시도에 직면했으며, 그 정점은 1868년 2월 24일 공식 탄핵이었다. 이어서 상원 탄핵 심판이 열렸으나 한 표 차이로 무죄 판결을 받았다.
공화당의 급진파는 당내 온건파가 탄핵에 동의하기 훨씬 전부터 존슨을 탄핵하려 했다. 존슨을 탄핵하려는 여러 시도가 실패한 후, 미국 하원 사법위원회는 1867년 1월에 제1차 공식 탄핵 조사를 진행할 권한을 부여받았고, 이 조사는 11월까지 이어졌다. 이 조사에서 위원회는 1867년 6월에 처음에는 탄핵 지지 여부에 대해 4대 5로 반대했으나, 1867년 11월에는 5대 4로 탄핵을 권고하는 쪽으로 입장을 바꿨다. 이러한 권고에도 불구하고 하원은 1867년 12월 7일 탄핵에 대해 57대 108로 반대했다. 1868년 1월 25일, 제2차 탄핵 조사가 시작되었다. 1868년 2월 13일 위원회에서 탄핵 결의안을 보류하기로 표결한 후, 탄핵은 잠시 불가능해 보였다.
존슨이 1868년 2월 21일 임기보장법을 위반한 것으로 보이자, 미국 하원은 1868년 2월 24일 그를 탄핵하기로 투표했다. 그는 이어진 탄핵 심판에서 미국 상원에 의해 무죄 판결을 받았다.

## 배경
앤드루 존슨은 1865년 4월 15일 대통령이 되었으며, 그의 전임 대통령인 에이브러햄 링컨의 암살 사건 이후 대통령직에 올랐다. 링컨은 공화당원이었지만, 존슨은 그의 부통령으로서 민주당원이었다. 두 사람은 1864년 미국 대통령 선거에서 연합 후보로 출마했다.
그가 부통령이었을 때조차도 탄핵을 이용하여 존슨을 그 직위에서 해임하는 방안에 대해 최소한 진지한 고려가 있었다. 존슨이 만취한 채 링컨의 두 번째 취임식 (존슨이 처음으로 부통령으로 취임한 자리)에 참석한 후, 찰스 섬너 상원의원은 하원의원들에게 당시 부통령이었던 존슨에 대한 탄핵을 추진하도록 설득하는 것을 고려했다. 섬너는 연방 탄핵의 선례를 조사하기까지 했다.
1792년 대통령 계승법에 따라 다음 계승 순위는 상원 임시의장인 벤저민 웨이드 상원의원이었다.

## 초기 탄핵 노력
일찍이 1866년에 일부 "공화당 급진파"는 탄핵을 통해 존슨을 해임하는 것을 고려했다. 그러나 공화당은 탄핵 가능성에 대해 분열되어 있었고, 온건 공화당원들은 당시에는 이를 폭넓게 반대했다. 존슨이 미국 수정 헌법 제14조를 인정하지 않으려 했기 때문에 급진파는 탄핵에 더 찬성했다.
존슨은 연방 정부가 해방된 흑인 노예를 시민으로 인정하는 것을 막으려 했고, 그들의 시민적 자유를 박탈하려 했다. 그는 결국 역사가들에 의해 역사상 최악의 대통령 중 한 명으로 알려졌다.
탄핵을 모색한 최초의 급진 공화당원 중 한 명은 하원 영토위원회 위원장 제임스 미첼 애슐리였다. 애슐리는 링컨 암살 음모에 존슨이 연루되었다는 근거 없는 음모론을 확신했다. 따라서 애슐리는 존슨을 해임하려는 강한 개인적인 동기를 가지고 있었다. 애슐리는 1866년 말부터 탄핵을 지지하기 시작했다. 그는 조용히 탄핵 조사를 시작했다.
하원 군사위원회 위원장 로버트 C. 쉥크는 존슨이 미국 의회의 정당성에 의문을 제기하는 선동적 공격을 가한 후 존슨을 탄핵하는 아이디어를 탐구하기 시작했다. 쉥크는 존슨이 의회의 정당성에 의문을 제기하는 것이 또 다른 내전을 촉발할 위험이 있다고 믿었다. 같은 시기인 1866년, 당시 하원 공화당 후보였던 소장 벤저민 프랭클린 버틀러는 유세 연설에서 정기적으로 존슨을 비난하고 그의 해임을 요구했다. 존슨은 1866년 늦여름 "Swing Around the Circle"이라는 연설 여행 중에 자신이 거부권을 행사했기 때문에 일부 의원들이 "탄핵에 대해 떠들고 이야기할 것"이라고 언급했다.
1866년 10월 초, 저명한 활동가 웬델 필립스는 내셔널 반노예제 스탠다드에 존슨의 탄핵뿐만 아니라 의회가 존슨을 대통령으로서의 직무 수행에서 정지시키고 탄핵 심판이 해결될 때까지 다른 사람이 존슨을 대신하여 대통령 대행을 맡도록 조치할 것을 제안하는 의견서를 발표했다. 그는 심판이 계류 중인 대통령의 정지 없이 이뤄진데 대해 다음과 같이 주장했다.
행정부의 탄핵에 대한 헌법 조항은 가짜다... 만약 탄핵된 대통령이... 심판 중에도 불법적인 계획을 계속하도록 허용되고 상원이 그를 유죄로 선고할 때까지 허용된다면, 전체 조항은 무용지물보다 더 나쁘다.
1866년 10월까지 벤저민 버틀러는 여러 도시를 다니며 존슨의 탄핵 가능성을 홍보하는 연설을 했다. 그는 존슨이 탄핵되어야 할 여섯 가지 구체적인 혐의를 상세히 설명했다. 이들은 다음과 같다:
- 1866년 시민권법 및 해방노예국 법안과 같이 자신이 동의하지 않는 법률을 집행하거나 시행하기를 거부하여 의회를 "불명예스럽게" 만들려고 시도함으로써 미국 정부를 전복시키려 함[6]
- 부패하게 공직자 임명 및 해임 권한을 사용함[6]
- 의회의 동의 없이 남북 전쟁의 평화를 선언함[6]
- 부패하게 사면 권한을 사용하고, 전직 연합군에게 남북 전쟁에서 미국이 압수한 재산을 돌려줌[6]
- 1866년 시민권법을 시행하지 않음[6]
- 1866년 뉴올리언스 학살에 공모함[6]

1866년 10월 17일 시카고에서 버틀러가 연설을 했던 행사에 참석한 라이먼 트럼불 상원의원은 자신의 연설에서 버틀러에 이어 군중과 콜 앤 리스폰스를 통해 탄핵 지지를 표명했다. 그럼에도 불구하고 트럼불은 1868년 탄핵 심판에서 존슨을 무죄로 판결하는 데 찬성표를 던졌다.
탄핵을 추진한 또 다른 급진 공화당 의원은 조지 S. 바우트웰이었다, 그는 1866년 10월 보스턴 회의에서 탄핵 조사 개시를 위해 의회에서 노력할 것이라고 발표했다. 탄핵의 초기 주요 지지자였던 다른 급진 공화당원 중에는 재커리아 챈들러 의원도 있었다. 10월까지 탄핵은 많은 급진 공화당원들 사이에서 인기가 있었으며, 너무나 인기가 많아서 리치먼드 이그재미너는 "미국 대통령이 올겨울 탄핵될 가능성이 높다"고 썼다. 리치먼드 타임스는 "대통령을 탄핵할 명분은 그림자도 없다"고 주장했지만, 여전히 탄핵이 가능성이 높다고 보았고, 급진파가 아마도 탄핵 조항에 대한 재판이 계류 중인 동안 존슨을 직무에서 정지시키고 재판을 무기한으로 연장하며 미국 상원 임시의장이 대통령 직무를 대행하도록 시도할 것이라고 추측했다.

### 1866년 11월 선거 이후 계속된 노력
1866년 미국 선거 결과는 공화당에 유리했다. 위스콘신 주는 선거 결과가 "앤드루 존슨의 탄핵과 그가 불명예스럽게 만든 고위직에서 그를 해임하는 데" 명백히 찬성했다고 평가했다.
1866년 11월 선거 직후, 내셔널 인텔리전서는 존슨을 탄핵하려는 움직임이 관세 로비에서 시작되었다고 주장했다. 이 주장은 시카고 트리뷴에 의해 반박되었는데, "앤드루 존슨을 탄핵하려는 움직임은 로비나 특정 정치인들로부터 나온 것이 아니라 국민으로부터 나온 것"이라고 썼다.
1866년 11월 말까지 당선 의원 벤저민 버틀러는 존슨을 탄핵하자는 아이디어를 계속 홍보했으며, 이번에는 8개 조항을 제안했다. 그가 제안한 조항들은 존슨에게 다음 혐의를 제기했다:
- "공식 및 공적 행사"에서 공개적으로 만취하여 "부통령 및 대통령 직위의 위상과 존엄성을 타락시키고 저하시킴"[16]
- "고위 직책에 부적절하고 고위 직책의 명예를 훼손하며 공화국 정부의 영속성에 위험하고 입법 및 사법 부문에 대한 국민의 조롱, 두려움, 증오, 경멸을 유발할 의도를 가진 선언과 선동적인 연설을 공식적으로 공개적으로 함"[16]
- "사악하고, 폭정적이며, 비헌법적으로...의회의 합법적인 권리와 권한을 찬탈함"[16]
- "사악하고 부패하게" 대통령의 헌법적 권한을 사용하여 의회 휴회 중 임명을 통해 의회의 조언 및 동의 권한을 "훼손하고 전복하며 회피할 의도"로 임명함[16]
- 전 연합군에 대한 사면과 관련하여 "헌법상 사면 권한을 부적절하고, 사악하고, 부패하게 남용함"; "미국 재무부로부터 직무 수행에 부적격한 사람들에게 직위를 부여하고 불법적으로 권한 없이 보수를 지급함으로써 헌법상 제정된 미국 법률을 고의로 위반함"[16]
- 전 연합 주에서 "최근 반란에 가담한 사람들을 격려하고 그런 주의 충성스러운 시민들을 억압하고 해를 끼치기 위해" "의회의 헌법상 법률을 고의로 무시하고 시행을 거부함"[16]
- 1866년 뉴올리언스 학살에서 "불법적으로, 부패하게, 사악하게 존 T. 먼로... 및 기타 악의를 가진 사람들, 반역자 및 반란군과 공모하고 음모를 꾸밈"[16]

1866년 12월, 하원 공화당 코커스는 1867년 3월에 만료될 레임덕인 제39차 미국 의회의 제3차 회기를 계획하기 위해 회의를 가졌다. 조지 S. 바우트웰은 코커스 회의에서 탄핵 아이디어를 제기했지만, 온건파는 논의를 즉시 중단시켰다. 많은 급진 공화당원들은 존슨 탄핵 가능성을 조사하기 위한 특별 위원회 설치를 요구했다. 1866년 12월 17일, 제임스 미첼 애슐리는 하원 탄핵 조사를 개시하려고 시도했지만, 그의 결의안을 고려하기 위한 규칙 유예 동의는 88대 49로 필요한 3분의 2 다수에 미치지 못했다. 또한 12월에는 하원에서 미국 하원 사법위원회에 탄핵 사건에서 일반적인 관행에 대한 보고서를 작성하도록 명령했다. 이 보고서는 장래 존슨의 탄핵에 유용할 것으로 예상되었다. 존슨을 탄핵하려는 추가적인 노력을 막기 위해 그 달에 당의 하원 코커스를 이끌던 온건 공화당원들은 하원 공화당 코커스에 대한 규칙을 채택했는데, 이는 탄핵에 관한 어떤 조치도 당 코커스에서 하원에서 고려되기 전에 하원 공화당원의 다수와 미국 하원 사법위원회 위원의 다수의 승인을 요구하는 것이었다.
1867년 초까지 의회는 존슨의 해임을 요구하는 청원을 매일 받고 있었다. 이러한 청원들은 주로 중서부 주에서 왔다. 이 청원들은 존슨의 해임을 요구하는 조직적인 캠페인의 결과였다. 이 청원서의 서명자 수는 다양했는데, 어떤 것은 3명에 불과했지만, 다른 청원서는 300명에 달하는 서명을 받았다.
급진 공화당원들은 계속해서 존슨의 탄핵을 추구했다. 그들은 공화당 코커스에 적용된 규칙을 어기고 여러 탄핵 결의안을 계속 제안했으며, 온건 공화당원들은 이를 위원회에 회부함으로써 종종 좌절시켰다. 1867년 1월 7일, 벤저민 F. 론과 존 R. 켈소는 존슨에 대한 두 개의 별도 탄핵 결의안을 제출했지만, 하원은 어느 결의안에 대해서도 토론이나 투표를 거부했다.

## 제1차 탄핵 조사
또한 1867년 1월 7일, 공화당 코커스의 승인을 요구하는 규칙을 무시하고 제임스 미첼 애슐리는 자신만의 탄핵 관련 결의안을 제출했다. 애슐리는 새디어스 스티븐스와 함께 전체 하원에 탄핵 결의안을 제출하기로 합의했다. 그날 제출된 다른 두 개의 탄핵 결의안과 달리, 애슐리의 결의안은 그러한 탄핵 절차가 어떻게 진행될지에 대한 구체적인 윤곽을 제시했다. 대통령 탄핵에 대한 직접적인 투표로 가는 대신, 그의 결의안은 사법위원회에 "앤드루 존슨의 공무상 행위를 조사"하고, 존슨의 정치적 임명, 전 연합군에 대한 사면, 법안에 대한 미국의 거부권, 압수 재산 판매, 그리고 선거에 대한 alleged 개입을 포함하여 존슨의 "부패하게 사용된" 권한과 "권한 찬탈"을 조사하도록 지시했다. "중대한 범죄와 비행"이라는 일반적인 혐의를 제시하고 수많은 부패 사례를 언급했지만, 애슐리의 결의안은 존슨이 저지른 중대한 범죄와 비행이 무엇인지 구체적으로 명시하지 않았다. 이 결의안은 하원에서 108대 39로 통과되었다. 이는 공화당원들에게 존슨에 대한 불만을 공식적으로 탄핵하지 않고도 표명할 기회를 제공하는 것으로 여겨졌다.
결과적으로 탄핵 조사는 11개월 동안 진행되었고, 89명의 증인이 심문되었으며, 1,200페이지에 달하는 증언이 출판되었다. 존슨 대통령은 핑커톤 탐정사무소를 통해 하원 탄핵 조사를 비밀리에 감시했다. 이 조사는 제39차 의회에서 시작되었지만, 위원회는 그 의회가 끝날 때까지 작업을 완료하지 못했고, 다음 의회가 하원 사법위원회에 조사를 계속하도록 승인할 것을 권고했다. 이 승인은 제40차 의회가 시작된 지 며칠 만에 통과되었고, 조사는 계속되었다.
1867년 6월 3일, 하원 사법위원회는 5대 4로 탄핵안을 전체 하원에 보내는 것에 반대했다. 세 명의 온건 공화당 위원과 두 명의 민주당 위원이 반대표를 던졌다. 그러나 위원회는 1867년 휴회 이전에 보고서를 전체 의회에 제출하지 않았으므로, 공식적으로 조사를 종결하지 않았다. 1867년 11월 말 의회의 휴회가 끝날 무렵, 공화당원들의 태도는 탄핵에 더 찬성하는 쪽으로 바뀌었다. 위원회의 온건 공화당원이었던 존 C. 처칠은 탄핵에 찬성하는 쪽으로 마음을 바꿨다. 1867년 11월 25일, 하원 사법위원회는 5대 4로 탄핵 절차를 권고하기로 투표하고, 그 권고를 담은 다수 보고서를 하원에 제출했다.

### 하원의 탄핵 권고 거부

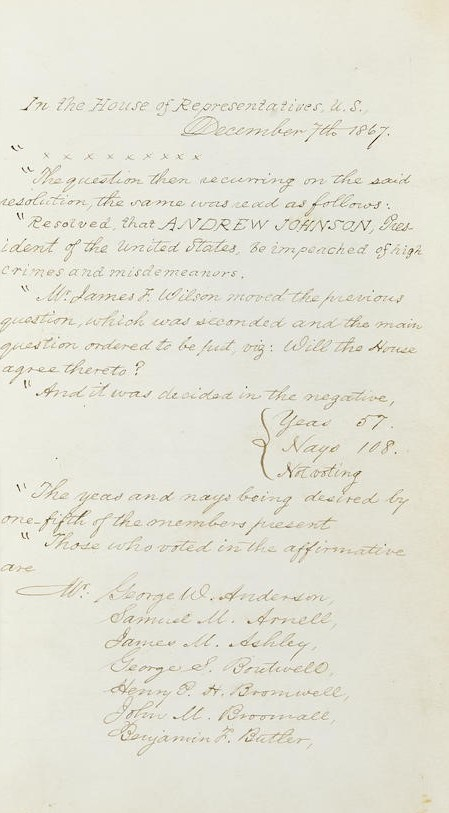
1867년 12월 7일 투표 기록

1867년 12월 5일, 하원은 사법위원회의 탄핵 권고를 심의를 위해 상정하고, 탄핵 찬반 의견을 들었다. 12월 7일, 하원은 57대 108의 표차로 탄핵에 반대했으며, 66명의 공화당원, 39명의 민주당원, 그리고 3명의 다른 의원들이 탄핵에 반대표를 던졌고, 탄핵 찬성표는 모두 공화당원들이었다.
공화당원들이 탄핵에 반대하기로 결정한 동기 중 하나는 1867년 선거에서 민주당이 거둔 성공이었는데, 여기에는 오하이오 주 의회를 장악한 것과 오하이오, 코네티컷, 미네소타 유권자들이 아프리카계 미국인에게 선거권을 부여하는 제안을 거부한 것과 같은 다른 1867년 선거 결과도 포함될 수 있다.

## 제2차 탄핵 조사 시작
1868년 1월 22일, 하원은 루퍼스 P. 스폴딩의 결의안을 99대 31로 승인하여 하원 재건 특별 위원회에서 탄핵 조사를 시작했다. 새디어스 스티븐스가 위원회의 의장이었음에도 불구하고, 재건 특별 위원회는 처음에는 탄핵에 호의적이지 않았다. 이 위원회에는 1867년 12월 탄핵에 찬성표를 던진 네 명의 (공화당) 위원과 반대표를 던진 다섯 명의 위원 (세 명의 공화당원과 두 명의 민주당원)이 있었다. 1868년 2월 13일 회의에서, 스티븐스가 제안한 존슨 탄핵 결의안의 보류 동의에 대한 위원회 투표는 사실상 위원회 위원 중 다섯 명이 1867년 12월 투표 이후 입장을 바꾸지 않고 여전히 탄핵에 반대하고 있음을 시사했다. 탄핵 가능성은 잠시 사라진 것처럼 보였다.

## 관련 진행 상황
1868년 1월 13일, 상원은 조지 F. 에드먼즈 상원의원의 결의안을 승인하여 상원 사법위원회가 (법률 통과 또는 상원 규칙 변경, 또는 둘 다의 조합을 통해) 탄핵 심판이 계류 중인 연방 공무원이 심판이 진행되는 동안 상원에 의해 직무에서 정지될 수 있는 절차를 만들 규칙 및 규정을 제공하는 것의 타당성을 조사하도록 지시했다. 1868년 1월 28일, 에드먼즈 상원의원은 상원에 탄핵된 공무원의 정지를 허용하는 법안을 제출했다. 그는 이전 존슨 탄핵에 대한 하원 투표 실패가 그러한 법률 통과에 당파적 동기가 있다는 의심을 제거할 것이라고 주장했는데, 이는 존슨 탄핵 가능성이 당시에는 비활성 상태로 보였기 때문이다.

## 탄핵 및 심판

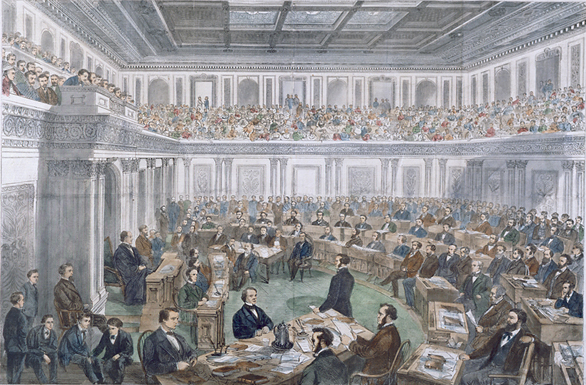
존슨 대통령의 상원 탄핵 심판, 시어도어 R. 데이비스가 하퍼스 위클리에 삽화로 그린 작품

1868년 2월 21일, 존슨은 1867년 3월 미국 의회가 존슨의 거부권 행사를 무효화하고 통과시킨 임기보장법을 위반하여 법률이 주로 보호하기 위해 고안된 전쟁부 장관 에드윈 M. 스탠턴을 해임하려 했다. 또한 1868년 1월 21일, 존 코보드가 작성한 한 문장의 존슨 탄핵 결의안이 재건 특별 위원회에 회부되었다. 1868년 2월 22일 아침, 7대 2의 당파적 투표로 위원회는 코보드의 탄핵 결의안의 약간 수정된 버전을 전체 하원에 회부하기로 투표했다. 2월 22일 오후 3시, 스티븐스는 하원 재건 특별 위원회에서 코보드의 결의안의 약간 수정된 버전과 함께 존슨이 중대한 범죄와 비행으로 탄핵되어야 한다는 의견을 담은 보고서를 제출했다.
2월 24일, 미국 하원은 126대 47로 존슨을 "중대한 범죄와 비행"으로 탄핵하기로 투표했으며, 이는 11개 탄핵 조항에 상세히 설명되어 있다 (11개 조항은 탄핵 결의안이 채택된 약 일주일 후 별도의 투표로 승인되었다). 존슨에 대한 주요 혐의는 그가 스탠턴을 해임함으로써 임기보장법을 위반했다는 것이었다. 존슨은 상원 심판에서 35대 19로 유죄 판결에 찬성하는 표를 얻었지만, 필요한 3분의 2 다수에 한 표 부족하여 간신히 무죄 판결을 받았다.

## 후기 노력
심판이 연기된 후 몇 주 동안 탄핵 관리자들은 심판 결과에 대한 부패 영향 가능성에 대한 하원 승인 조사를 계속했다. 조사의 최종 보고서는 1868년 7월 3일에 발표되었지만, 조사된 심판에 대한 부패 영향 주장을 입증하지 못했다. 1868년 7월 7일, 새디어스 스티븐스는 하원에 추가 탄핵 조항을 준비할 특별 위원회를 임명하고, 특별 위원회가 고려할 다섯 가지 구체적인 추가 조항을 제시하는 결의안을 제출했다. 이 토론이 끝나고 스티븐스의 동의로 추가 심의가 연기된 후, 토머스 윌리엄스는 통과될 경우 14개의 새로운 조항이 채택될 결의안을 제안했다. 1868년 7월 25일, 찰스 메모리얼 해밀턴은 존슨을 다시 탄핵하고, 탄핵 관리자들에게 상원에 알리도록 지시하며, 탄핵 관리자들이 탄핵 조항을 작성하도록 하는 결의안을 제출했다. 조지 S. 바우트웰은 결의안을 하원 사법위원회에 회부하는 성공적인 동의를 했다. 그러나 존슨의 대통령 임기가 이미 1869년 3월 4일에 만료될 예정이었으므로, 대부분의 의원과 상원의원들은 더 이상 탄핵을 추구하는 데 관심이 없었다.

## 하원에 제출된 탄핵 결의안 목록
다음은 탄핵을 직접적으로 시작하거나 탄핵 조사를 시작하기 위해 하원에 제출된 몇 가지 결의안 목록이다.

### 제39대 의회 기간 동안
| 제출일           | 제출자                                                      | 결의안의 영향 (채택될 경우)                | 이유 | 조치                                       | 인용          |
| ---------------- | ----------------------------------------------------------- | ------------------------------------------ | --- | ------------------------------------------ | ------------- |
| 1866년 12월 17일 | 제임스 미첼 애슐리 (R–MO-4)                                 | 탄핵                                       | | 투표되지 않음                              | [ 18 ]        |
| 1867년 1월 7일   | 존 R. 켈소 (R–MO-4)                                         | 탄핵                                       | "중대한 범죄와 비행" | 투표되지 않음                              | [ 53 ]        |
| 1867년 1월 7일   | 벤저민 F. 론 (R–MO-7)                                       | 탄핵                                       | "중대한 범죄와 비행" | 투표되지 않음                              | [ 54 ]        |
| 1867년 1월 7일   | 제임스 미첼 애슐리 (R–OH-10)                                | 미국 하원 사법위원회에 탄핵 조사 감독 명령 | "중대한 범죄와 비행" 및 "권한 찬탈 및 법률 위반" - "부패한" 거부권 사용 - 미국 공공 재산의 "부패한" 처분 - 선거에 대한 "부패한" 간섭 | 1867년 1월 7일 하원에서 108대 39로 채택됨  | [ 53 ]        |
| 1867년 12월 5일  | 조지 S. 바우트웰 (R–MA-7) (미국 하원 사법위원회를 대표하여) | 탄핵                                       | "중대한 범죄와 비행" | 1867년 12월 7일 하원에서 57대 108로 부결됨 | [ 55 ] [ 56 ] |

### 제40대 의회 기간 동안
| 제출일          | 제출자                         | 결의안의 영향 (채택될 경우) | 이유 | 조치 | 인용          |
| --------------- | ------------------------------ | --- | --- | --- | ------------- |
| 1868년 1월 22일 | 루퍼스 P. 스폴딩 (R–OH-18)     | 하원 재건 특별 위원회에 탄핵 조사 시작 명령                                                                                                 | "법률의 정당한 집행" 방해 | 1868년 1월 22일 하원에서 99대 31로 채택됨 | [ 57 ] [ 33 ] |
| 1868년 2월 21일 | 존 코보드 (R–PA-21)            | 탄핵 | "중대한 범죄와 비행" (에드윈 M. 스탠턴 전쟁부 장관을 임기보장법을 명백히 위반하여 해임하려는 존슨의 시도에 대한 대응으로 제출됨) | 1868년 2월 21일 하원 재건 특별 위원회에 회부됨; 1868년 2월 22일 위원회 의장 새디어스 스티븐스에 의해 수정 버전 제출됨, 1868년 2월 25일 하원에서 105대 36으로 결의안 채택됨 | [ 57 ] [ 34 ] |
| 1868년 3월 16일 | 존 빙햄 (R–OH-16)              | 탄핵 관리자에게 탄핵 심판에서 미국 상원 의원들의 투표에 영향을 미치기 위한 "부적절하거나 부패한 수단" 가능성에 대한 조사를 수행할 권한 부여 | 탄핵 관리자들에게 부적절하거나 부패한 수단이 상원 투표에 영향을 미쳤다는 의심을 일으킬 만한 정보가 제공되었다는 주장             | 1868년 3월 16일 하원에서 88대 14로 채택됨 | [ 58 ] [ 59 ] |
| 1868년 7월 7일  | 새디어스 스티븐스 (R–PA-9)     | 추가 탄핵 조항을 준비할 특별 위원회 임명, 잠재적으로 새로운 상원 탄핵 심판 시작                                                             | | 투표 없이 토론됨 | [ 52 ]        |
| 1868년 7월 7일  | 토머스 윌리엄스 (R–PA-23)      | 14개의 새로운 탄핵 조항 채택 | | | [ 52 ]        |
| 1868년 7월 25일 | 찰스 메모리얼 해밀턴 (R–FL-AL) | 탄핵 | | 하원 사법위원회에 회부됨 | [ 52 ]        |

## 같이 보기
- 앤드루 존슨 탄핵 연표

## 추가 문헌
- Zelizer, Julian E., ed. The American Congress: The Building of Democracy (Houghton Mifflin. 2004) pp. 223–249. online